# ももいろけんきょ
ももいろけんきょ（1992年4月16日 - ）は、日本のロリ系の元AV監督。現在はフリーの音声技師。神奈川県藤沢市出身。

## 来歴
1992年、神奈川県出身。
2011年3月神奈川県立深沢高等学校卒業。
2016年11月、株式会社ナチュ入社。その後、同グループの株式会社ヒロスンエンタテインメントへ移籍。同年「まさかこんなけなげなひよこ女子が…媚薬を盛られ理性完全崩壊!!ところかまわず野外異物オナニー!イキ漏らし野外アクメ!!」で、監督デビュー。
2021年9月、解雇のためフリーへ。音声や照明、AV監督で活動。11月、活動名を「ももいろけんきょ」から「じげん」へ変更
2024年1月、監督を引退。技術1本で活動開始

## 監督作品

### DVD作品
- まさかこんなけなげなひよこ女子が…媚薬を盛られ理性完全崩壊！！ところかまわず野外異物オナニー！イキ漏らし野外アクメ！！　(ひよこ)
- 欲求不満の看護師さんに耳元でこっそり隠語を囁かれ勃起したらヤられた　VOL.2　(DANDY)
- 絶対に抱かれたくない中年オヤジのチ〇ポをパパ活美尻ギャル2人が奪い合い！？札束を見せた途端に何度も何度も何度も精子が出なくなるまでヤられた　(DANDY)
- 見舞いに来た女子〇生のパンチラで勃起したら咥えない焦らしフェラでねっとり抜かれて超敏感になった亀頭を無理やりジュポジュポお掃除フェラされた　VOL.2　(DANDY)
- 気弱な子だと思ったら…痴●したオヤジを死角に連れ込み精子が出なくなるまで説教射精させる痴女子〇生　(DANDY)
- 見舞いに来た女子〇生のパンチラで勃起したら咥えない焦らしフェラでねっとり抜かれて超敏感になった亀頭を無理やりジュポジュポお掃除フェラされた　VOL.3　(DANDY)
- 即ヤリ専門！入室5秒キスマークがつくくらいの吸い付きで悩める絶倫M男君をビンビンにさせる小悪魔ムスメ　松本いちか21歳　(DANDY)
- 見舞いに来た女子〇生のパンチラで勃起したら咥えない焦らしフェラでねっとり抜かれて超敏感になった亀頭を無理やりジュポジュポお掃除フェラされた　VOL.4　(DANDY)
- 酔いつぶれた部下のおちんちんが舐めたくて我慢できない！性欲に負けた女上司が勃起チ〇ポを握る瞬間を見逃すな！！　(DANDY)
- 暗がり主観映像でヌキやすい！突然現れた女の子にいきなりフェラされて2連続発射　(DANDY)
- いいなりマゾ少女　とあるオヤジに躾けられた調教済み女子を借りて一泊二日のいいなり温泉旅行　(DANDY)
- いいなりマゾ少女 父 (ロリマニア)とのセックスは当たり前と刷り込まれた娘 (性知識なし) の日常　(DANDY)
- 「ママパパごめんなさい…私、もう娘でいられなくなりました…」純朴美少女が捉われ囲われ変態おじさんと調教姦 そら（山と空）
- 「ママパパごめんなさい…私、もう娘でいられなくなりました…」純朴美少女が捉われ囲われ変態おじさんと調教姦 ゆか（山と空）

### 配信作品
- まいか（ロリとヒゲ）
- ありす（ロリとヒゲ）
- みれい（ロリとヒゲ）